# Scottish Professional Championship 1984
Die Scottish Professional Championship 1984 war ein professionelles Snookerturnier ohne Einfluss auf die Snookerweltrangliste (Non-ranking-Turnier), das Anfang 1984 im Rahmen der Saison 1983/84 in Schottland als schottische Profimeisterschaft ausgetragen wurde. Es umfasste nur ein Finalspiel als Neuauflage des Vorjahresendspiels zwischen Murdo MacLeod und Eddie Sinclair, das MacLeod erneut für sich entscheiden konnte. Welcher der beiden Spieler das höchste Break spielte, ist unbekannt.

## Das Spiel
Eddie Sinclair hatte bereits zwei Mal die Scottish Professional Championship gewonnen, 1983 hatte er sich aber im Finale Murdo MacLeod geschlagen geben müssen. Aus Mangel an Sponsoren fand das Turnier 1984 nicht, wie sonst, in einem K.-o.-System mit mehreren Teilnehmern statt, sondern nur als Neuauflage des Endspiels von 1983. Es wurde Anfang 1984 in Schottland im Modus Best of 15 Frames ausgetragen. Somit war es bereits die zweite Scottish Professional Championship in der Saison 1983/84, da die Ausgabe 1983 zu Saisonbeginn stattgefunden hatte. Das Spiel ging in den Decider, schlussendlich konnte aber MacLeod seinen Titel verteidigen.
| Finale: Best of 15 Frames , Schottland, Anfang 1984 |                |                |
| Murdo MacLeod                                       | 8:7            | Eddie Sinclair |
| Die Ergebnisse der einzelnen Frames sind unbekannt. |                |                |
| –                                                   | Höchstes Break | –              |
| –                                                   | Century-Breaks | –              |
| –                                                   | 50+-Breaks     | –              |